# 大野俊幸
大野 俊幸（おおの としゆき、1939年1月26日 - ）は、日本の実業家。コクド代表取締役社長や、プリンスホテル代表取締役社長を務めた。

## 概要
- 1961年（昭和36年）- 3月、成城大学経済学部を卒業。
- 1963年（昭和38年）- 2月、国土計画興業株式会社（株式会社コクド）入社
- 1991年（平成3年）- 7月、札幌プリンスホテル総支配人・札幌広島プリンスホテル（現，札幌北広島プリンスホテル）支配人
- 1994年（平成6年）- 4月、札幌プリンスホテル･平岸プリンスボウル総支配人。
  - 6月、取締役札幌プリンスホテル･平岸プリンスボウル総支配人。
- 1998年（平成10年）- 6月、取締役北海道・総支配人。
- 1999年（平成11年）- 6月、常務取締役北海道・総支配人。
- 2004年（平成16年）- 11月22日、コクド代表取締役社長に就任[1]。
- 2005年（平成17年）- 6月29日、西武グループ再編でプリンスホテル社長に就任[2][3]。
- 2006年（平成18年）- 2月1日、プリンスホテル会長に就任[4]。